# 7078 Unojönsson
7078 Unojönsson è un asteroide della fascia principale. Scoperto nel 1985, presenta un'orbita caratterizzata da un semiasse maggiore pari a 2,4348488 UA e da un'eccentricità di 0,2252871, inclinata di 3,07672° rispetto all'eclittica.